# Reinhard Kuhne
Reinhard Kuhne (* 22. Februar 1950) ist ein ehemaliger deutscher Fußballschiedsrichter und -funktionär.

## Leben
Kuhne spielte für die Hamburger Vereine Wacker 04 und Horner TV. In der Saison 1977/78 traf er mit Horn in der zweiten Runde des DFB-Pokals auf TSV 1860 München und verlor das Spiel mit seiner Mannschaft mit 0:15.
Als Schiedsrichter leitete er in der Runde 1992/93 zwei Spiele in der Bundesliga, in der 2. Fußball-Bundesliga wurde er zwischen 1990 und 1994 in 54 Partien eingesetzt. Des Weiteren war Kuhne zwischen 1988 und 1994 Schiedsrichter in vier Begegnungen im DFB-Pokal. 1993 wurde der für den Horner TV pfeifende Kuhne als Hamburgs Schiedsrichter des Jahres ausgezeichnet. Im Sommer 1994 beendete er seine Schiedsrichter-Laufbahn, sein Abschiedsspiel war Anfang Juli 1994 die in Fallingbostel ausgetragene Begegnung zwischen dem Hamburger SV und der ungarischen Mannschaft Vác FC.
Beim Horner TV war er Leiter der Fußballabteilung und Ligaobmann. Im Schiedsrichterwesen des Hamburger Fußball-Verbandes (HFV) übte Kuhne die Ämter Lehrwart und Ansetzer aus. 2002 wurde er Vorsitzender des HFV-Spielausschusses und war von 2007 bis 2015 stellvertretender Vorsitzender des Hamburger Fußball-Verbandes. Er war im Vorstand des Norddeutschen Fußball-Verbandes vertreten und arbeitete beim Deutschen Fußball-Bund im Zulassungsbeschwerde-Ausschuss mit. 2015 wurde Kuhne zum Ehrenmitglied des Hamburger Fußball-Verbandes ernannt.